# TuS Osdorf
Der TuS Osdorf (offiziell: Turn- und Sportverein Osdorf von 1907 e.V) ist ein Sportverein aus dem Hamburger Stadtteil Osdorf im Bezirk Altona. Der Verein besitzt Sparten für Badminton, Fußball, Gymnastik, Judo, Tischtennis, Turnen, Volleyball und Yoga.

## Vereinsgeschichte
Der Verein wurde 1907 unter dem Namen Freie Turnerschaft Osdorf im Rahmen der Arbeitersportbewegung gegründet, 1933 von den Nationalsozialisten verboten und 1946 als TuS Osdorf wiedergegründet. 1971 fusionierte der Verein mit dem 1. FC Winsberg zum TuS Osdorf / Winsberg. Der Zusatz Winsberg wurde 1987 wieder aufgehoben.

## Fußballabteilung
Bis 1971 spielte die Herren-Fußballmannschaft des Vereins in unterklassigen Ligen und schaffte dann erstmals den Aufstieg in die damals Verbandsliga genannte zweithöchste Hamburger Amateurklasse. Von 1977 bis 2012 folgten wieder Jahre in der Bezirksliga, der Kreisliga und der Kreisklasse. Zur Saison 2012/13 gelang der Aufstieg in die Landesliga und 2016 stieg der Verein als Meister der Hammonia-Staffel der Landesliga erstmals in die höchste Hamburger Amateurklasse, die Oberliga Hamburg auf.
In der Saison 2022/23 belegte die erste Herrenmannschaft am Ende den 18. Platz, der sportlich einen Abstieg in die Landesliga bedeutete. Aufgrund von fehlenden Spielerzusagen aus dem Kader der Mannschaft verzichtete der Verein jedoch darauf, in dieser Liga anzutreten. Deshalb übernahm die erste Mannschaft das Startrecht der zweiten Mannschaft in der siebtklassigen Bezirksliga.

## Tischtennis-Abteilung
Seit den 1990er Jahren bildet die Tischtennis-Abteilung des TuS Osdorf mit dem benachbarten TTC Grün-Weiß-Rot Nienstedten eine Spielgemeinschaft. Die erste (von sieben) Herren-Mannschaften der Spielgemeinschaft spielt in der Saison 2022/23 in der Hamburg-Liga, der höchsten Hamburger Spielklasse, während die erste (von zwei) Damen-Mannschaften in der 2. Landesliga antritt. Im Nachwuchsbereich verfügt die Spielgemeinschaft über je eine U19- und U15-Jungenmannschaft, die beide in der Leistungsklasse, der höchsten Nachwuchsspielklasse, spielen.

## Persönlichkeiten
Der spätere Bundesligaspieler und -trainer Dietmar Demuth ging aus der Jugendabteilung des TuS Osdorf hervor. Der Hamburger Pianist Joja Wendt spielt für die erste Mannschaft der SG Grün-Weiß-Rot Nienstedten / TuS Osdorf in der Hamburg-Liga.